# Shanon Carmelia
Shanon David Carmelia (nascut el 20 de març de 1989) és un futbolista de Curaçao que juga com a lateral dret al club neerlandès USV Hercules.

## Carrera
Nascut a Boca Samí, Curaçao, a les antigues Antilles Holandeses, abans va jugar al Deportivo Barber, al NEC, al JVC Cuijk i al FC Lienden. Carmelia es va traslladar al club de la Derde Divisie vv DOVO després de la temporada 2019-20.
El febrer de 2022 va fitxar per l'USV Hercules.

## Palmarès

### Club
IJsselmeervogels
- Derde Divisie: 2016–17

### Internacional
Curaçao
- Copa del Carib : 2017
- Copa del Rei de Tailàndia: 2019